# 蟬豆屬
蟬豆屬（學名：Pleurolobus）是豆目豆科的一屬，包含約6個物種，分佈於非洲、亞洲及大洋洲的熱帶及亞熱帶地區。

## 分類
本屬屬於蝶形花亞科，被歸類於山螞蝗族或者菜豆族山螞蝗亞族，其成員過去大都被歸類於近緣的山螞蝗屬之中。

### 内部分類
本屬6個物種如下：
- Pleurolobus flexuosus (Wall. ex Benth.) H.Ohashi & K.Ohashi
- 大叶山蚂蝗 Pleurolobus gangeticus (L.) J.St.-Hil. ex H.Ohashi & K.Ohashi
- Pleurolobus lobatus (Schindl.) H.Ohashi & K.Ohashi
- Pleurolobus pryonii (DC.) H.Ohashi & K.Ohashi
- Pleurolobus salicifolius (Poir.) H.Ohashi & K.Ohashi
- Pleurolobus tanganyikensis (Baker) H.Ohashi & K.Ohashi

## 外部連結
- 維基物種上的相關：蟬豆屬